# Taibon Agordino
Taibon Agordino (ladinisch: Taibon) ist eine nordostitalienische Gemeinde (comune) mit 1717 Einwohnern (Stand 31. Dezember 2023) in der Provinz Belluno in Venetien. Die Gemeinde liegt etwa 25 Kilometer nordwestlich von Belluno am Cordevole in den Dolomiten und grenzt unmittelbar an die Provinz Trient.

## Geschichte
2013 sprach sich bei einem Referendum die Mehrheit der Einwohner dafür aus die Region Venetien zu verlassen und der Region Trentino-Südtirol beizutreten.

## Verkehr
Durch die Gemeinde führt die frühere Strada Statale 203 Agordina (heute eine Regionalstraße) von Sedico nach Buchenstein.